# 史蒂芬·沃吉西科維茨
史蒂芬·沃吉西科維茨（英語：Stephan Wojcikiewicz，1980年6月23日—），加拿大男子羽毛球運動員。他曾經代表加拿大出戰2008年湯姆斯盃。

## 簡歷
2007年5月，史蒂芬·沃吉西科維茨在泛美洲羽毛球錦標賽男子單打決賽中以2比0（21-17、22-20）擊敗同隊的Andrew Dabeka，獲得冠軍。
2010年10月，史蒂芬·沃吉西科維茨以2比1（15-21、21-17、21-13）擊敗祕魯的羅德里戈·帕切科·卡里略，再次獲得泛美洲羽毛球錦標賽男單冠軍。

## 主要比賽成績
只列出曾進入準決賽的國際賽事成績：
| 年份   | 賽事                   | 公開賽級別 | 項目     | 成績   |
| ------ | ---------------------- | ---------- | -------- | ------ |
| 2001年 | 泛美洲羽毛球錦標賽     | 其他       | 男子單打 | 亞軍   |
| 2007年 | 泛美洲羽毛球錦標賽     | 其他       | 男子單打 | 冠軍   |
| 2008年 | 泛美洲羽毛球錦標賽     | 其他       | 男子單打 | 亞軍   |
| 2009年 | 加拿大羽毛球國際挑戰賽 | 國際挑戰賽 | 男子單打 | 準決賽 |
| 2009年 | 美國羽毛球大獎賽       | 大獎賽     | 男子單打 | 準決賽 |
| 2009年 | 泛美洲羽毛球錦標賽     | 其他       | 男子單打 | 亞軍   |
| 2010年 | 羅馬尼亞羽毛球國際賽   | 國際系列賽 | 男子單打 | 準決賽 |
| 2010年 | 加拿大羽毛球國際挑戰賽 | 國際挑戰賽 | 男子單打 | 準決賽 |
| 2010年 | 西班牙羽毛球公開賽     | 國際挑戰賽 | 男子單打 | 準決賽 |
| 2010年 | 哈爾科夫羽毛球國際賽   | 國際挑戰賽 | 男子單打 | 準決賽 |
| 2010年 | 泛美洲羽毛球錦標賽     | 其他       | 混合團體 | 冠軍   |
| 2010年 | 泛美洲羽毛球錦標賽     | 其他       | 男子單打 | 冠軍   |
| 2011年 | 聖多明哥羽毛球公開賽   | 國際系列賽 | 男子單打 | 冠軍   |

| 2007-2017年 | 首要超級賽 | 超級賽 | 黃金大獎賽 | 大獎賽 | 國際挑戰賽 | 國際系列賽 | 未來系列賽 | 其他 |

| 2018-2026年 | 總決賽 | 超級1000賽 | 超級750賽 | 超級500賽 | 超級300賽 | 超級100賽 | 國際挑戰賽 | 國際系列賽 | 未來系列賽 | 其他 |

### 奧運會和世錦賽參賽紀錄
|          | 2009        | 2010 | 2011 |
| -------- | ----------- | ---- | ---- |
| 男子單打 | 64強 (退賽) | 32強 | 64強 |

## 外部連結
- YouTube - 2008 Thomas Cup, Canada vs. China（页面存档备份，存于）